# تراث الحكم الإسلامي في الهند (كتاب)

غلاف الكتاب

تراث الحكم الإسلامي في الهند، تم نشر الكتاب سنة 1992 بواسطة المؤرخ الهندي كيشوري ساران لال، الكتاب ليس فقط للتراث الإسلامي في الهند فحسب بل أيضاً لوصف التاريخ الإسلامي في الهند.
ويقول الكاتب بأنه قد قدم تقيم متوازن لتاريخ الهند في القرون الوسطى. «...تاريخ الحكم الإسلامي في الهند كما يرى مثل الزجاج الملوّن للهند. لهذا السبب إنه من الضروري أن ننظر إلى المدارس أو المجموعات للمؤرخين المعاصرين الذين يكتوبن عن تاريخ الهند في القرون الوسطى لذا... هذا سيكون تقويم متوازن للتراث والتأثير الإسلامي في الهند».
العلوم الجّمة والضخمة إحترمها المسلمون. هالاكو خان البوذي أنشئ نقطة مراقبة في مدينتي ساذيبيجان وأولوه بيج وبنيت واحدة في سمرقند. ساواي جاي سنج الثاني ملك جايبور قد بنى نقاط مراقبة في كل من دلهي وجايبور وأوجاين ومأثورة وبيناريس.
الكتاب أيضاً يصف التأثيرات العربية في الموسيقى والرسم وفن العمارة الهندي وفي مجالات أخرى. وعن التأثيرات في الموسيقى فيقول الكاتب:- «...إنه أكبر وأعظم إسهام قد قام به المسلمون، يصعب شرح ذلك ولكنهم قد فعلوا ذلك».
نظام التعليم في القرون الوسطى في الهند، يقول الكاتب:- " لم يتم إنشاء أية جامعات في القرون الوسطى في الهند عن طريق المسلمون، بل دمروا التي كانت موجودة في سارناث وفايشالي..إلخ.

## انتقادات
لقد تم انتقاد الكتاب بواسطة بيتر جاكسون في مجلة المجتمع البريطاني الملكي الأسيوي، النسخة الثالثة، الفصل الرابع، القسم الثالث في نوفمبر 1994، وقد كتب لال لجاكسون مقالاً يدحض فيه إدعائات جاكسون في كتابه «نظرية وممارسة الولاية الإسلامية في الهند».

## روابط خارجية
كتاب تراث الحكم الإسلامي في الهند نسخة محفوظة 4 يناير 2012 على موقع واي باك مشين.